# Мерсер, Уолтер

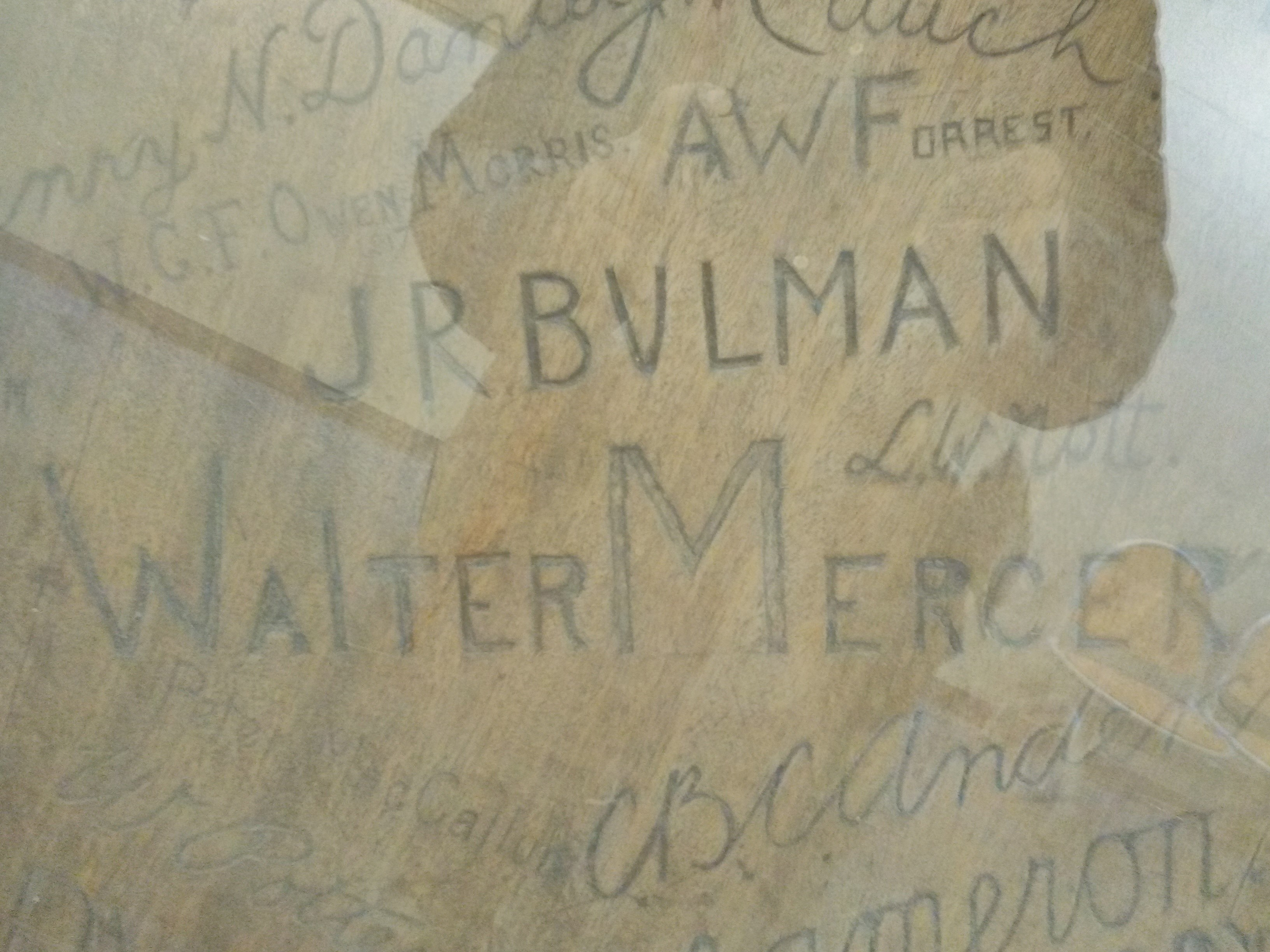
Имя Уолтера Мерсера высечено на сохранившемся врачебном столе в Эдинбургском королевском лазарете

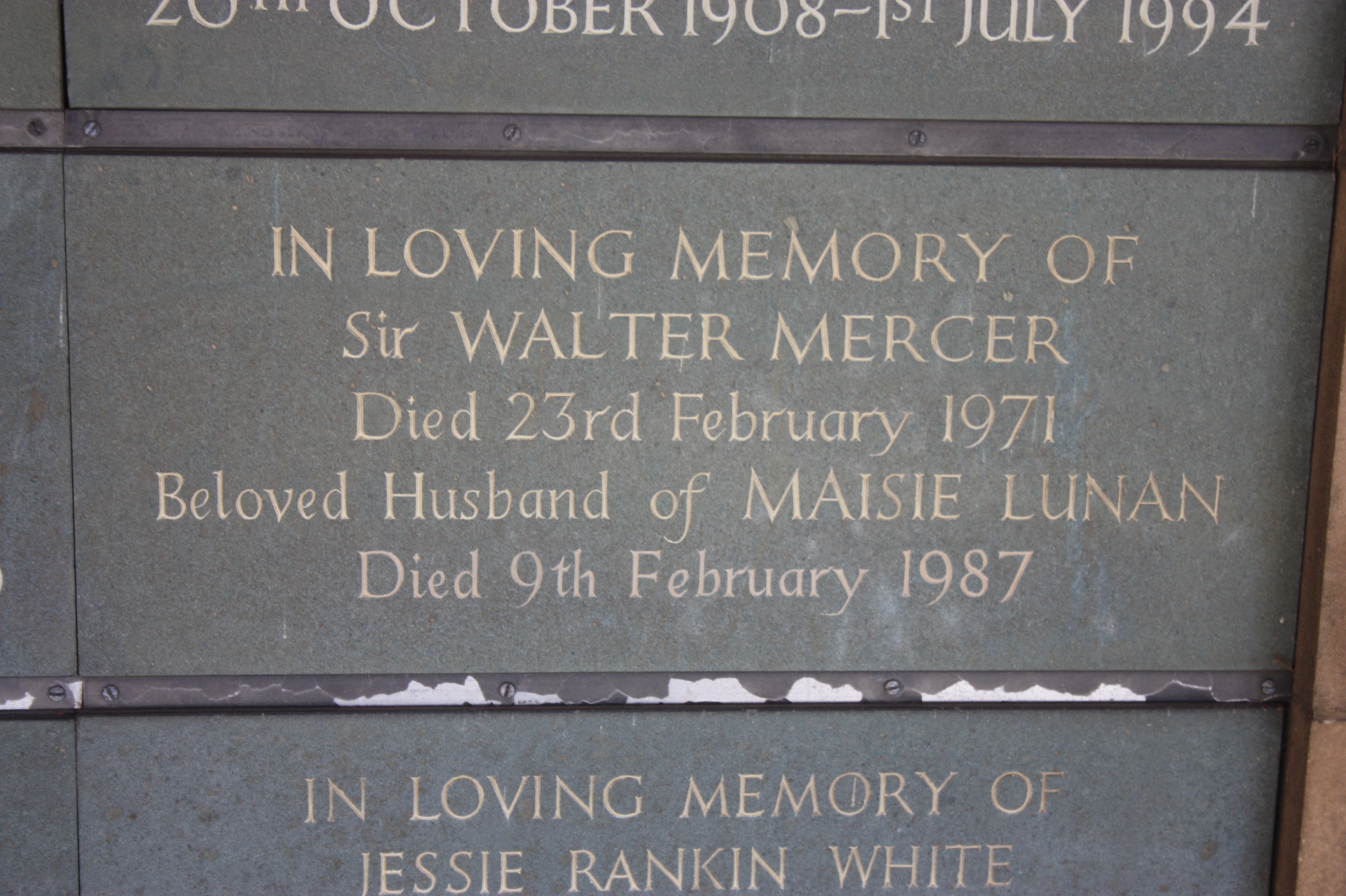
Мемориальная доска сэру Уолтеру Мерсеру, крематорий Уорристона

Уолтер Мерсер (англ. Walter Mercer, 1890 — 1971) — шотландский хирург-ортопед. Он был президентом Королевского колледжа хирургов Эдинбурга с 1951 по 1956 год. Его ласково называли «Уотти». Его коллекция анатомических образцов была передана в дар Хирургическому залу в Эдинбурге и теперь известна как Коллекция Уолтера Мерсера.

## Жизнь
Мерсер родился 19 марта 1890 года в Стоу, Шотландия, и был вторым сыном Джесси Мэри Грэм (урождённая Гринфилд) и Эбенезера Битти Мерсера, производителя шерсти и владельца твидовой фабрики. Он получил образование в колледже Джорджа Ватсона, затем изучал медицину в Эдинбургском университете с 1907 по 1912 год, получив степень бакалавра медицины. Затем он получил пост в лазарете Карлайла.
Во время Первой мировой войны он присоединился к Медицинскому корпусу Королевской армии, прикреплённому к Королевским шотландским пограничникам и Королевским шотландским стрелкам. Он служил во Франции, Италии и Средиземноморье. Он вернулся в Великобританию по инвалидности, а затем служил в Бангурском военном госпитале, где начал интересоваться ортопедией.
Когда он был демобилизован в 1920 году, он пошёл работать в ортопедическую клинику Тайнкасл в Эдинбурге. В 1925 году он присоединился к персоналу Эдинбургского королевского лазарета. Одновременно он взял на себя роль торакального хирурга в санатории юго-восточных графств Шотландии в Ист-Форчун.
В 1929 году Мерсер был избран членом Эдинбургского королевского общества. Его выдвинули сэр Джон Фрейзер, Джон Браун Кларк, Артур Логан Тернер и Джордж Фоули Мерсон.
Во время Второй мировой войны он был хирургом-ортопедом-консультантом Министерства здравоохранения.
Он стал первым профессором ортопедической хирургии в Эдинбургском университете в 1948 году и был посвящён в рыцари королевой Елизаветой II в 1956 году. В 1953 году он был избран членом Эскулаповского клуба. Вышел на пенсию в 1958 году.
Он умер 23 февраля 1971 года.

## Память
Имя Мерсера — одно из многих вырезанных имен, взятых из старого Эдинбургского королевского лазарета на Лористон-плейс и выставленных на новом объекте в Маленькой Франции.

## Публикации
- Orthopaedic Surgery (1932; переиздано в 1964 году)

## В искусстве
Портрет Уолтера Мерсера работы сэра Уильяма Олифанта Хатчисона хранится в Шотландской национальной портретной галерее.